# Bartłomiej Kalinkowski
Bartłomiej Kalinkowski (Varsavia, 11 luglio 1994) è un calciatore polacco, centrocampista del KTS Weszło Varsavia.

## Carriera
Cresciuto nel settore giovanile del Legia Varsavia, ha esordito in prima squadra il 19 luglio 2014 disputando l'incontro di Ekstraklasa perso 0-1 contro il GKS Bełchatów.

## Statistiche

### Presenze e reti nei club
Statistiche aggiornate al 7 marzo 2022.
| Stagione             | Squadra              | Campionato           | Campionato | Campionato | Coppe nazionali | Coppe nazionali | Coppe nazionali | Coppe continentali | Coppe continentali | Coppe continentali | Altre coppe | Altre coppe | Altre coppe | Totale | Totale |
| Stagione             | Squadra              | Comp                 | Pres       | Reti       | Comp            | Pres            | Reti            | Comp               | Pres               | Reti               | Comp        | Pres        | Reti        | Pres   | Reti   |
| -------------------- | -------------------- | -------------------- | ---------- | ---------- | --------------- | --------------- | --------------- | ------------------ | ------------------ | ------------------ | ----------- | ----------- | ----------- | ------ | ------ |
| 2014-2015            | Legia Varsavia       | EK                   | 3          | 0          | CP              | 0               | 0               | UCL+UEL            | 0                  | 0                  | SP          | 1           | 0           | 4      | 0      |
| 2015-2016            | Wigry Suwałki        | 1L                   | 31         | 3          | CP              | 2               | 0               |                    | -                  | -                  |             | -           | -           | 33     | 3      |
| 2016-2017            | GKS Katowice         | 1L                   | 31         | 0          | CP              | 1               | 0               |                    | -                  | -                  |             | -           | -           | 32     | 0      |
| 2017-2018            | GKS Katowice         | 1L                   | 23         | 1          | CP              | 1               | 0               |                    | -                  | -                  |             | -           | -           | 24     | 1      |
| Totale GKS Katowice  | Totale GKS Katowice  | Totale GKS Katowice  | 54         | 1          |                 | 2               | 0               |                    | -                  | -                  |             | -           | -           | 56     | 1      |
| 2018-2019            | ŁKS                  | 1L                   | 24         | 1          | CP              | 1               | 0               |                    | -                  | -                  |             | -           | -           | 25     | 1      |
| 2019-gen. 2020       | ŁKS                  | EK                   | 13         | 0          | CP              | 2               | 0               |                    | -                  | -                  |             | -           | -           | 15     | 0      |
| Totale ŁKS           | Totale ŁKS           | Totale ŁKS           | 37         | 1          |                 | 3               | 0               |                    | -                  | -                  |             | -           | -           | 40     | 1      |
| gen.-lug. 2020       | Górnik Łęczna        | 2L                   | 6          | 0          | CP              | -               | -               |                    | -                  | -                  |             | -           | -           | 6      | 0      |
| 2020-2021            | Górnik Łęczna        | 1L                   | 34         | 2          | CP              | 3               | 0               |                    | -                  | -                  |             | -           | -           | 37     | 2      |
| 2021-2022            | Górnik Łęczna        | EK                   | 12         | 0          | CP              | 0               | 0               |                    | -                  | -                  |             | -           | -           | 12     | 0      |
| Totale Górnik Łęczna | Totale Górnik Łęczna | Totale Górnik Łęczna | 52         | 2          |                 | 3               | 0               |                    | -                  | -                  |             | -           | -           | 55     | 2      |
| Totale carriera      | Totale carriera      | Totale carriera      | 177        | 7          |                 | 10              | 0               |                    | 0                  | 0                  |             | 1           | 0           | 178    | 7      |

## Palmarès

### Club

#### Competizioni nazionali
- II liga: 1

Górnik Łęczna: 2019-2020